# Krzysztof Jaworski (muzyk)
Krzysztof Jaworski (ur. w Białymstoku) – polski gitarzysta, członek zespołu rockowego Harlem, autor tekstów, kompozytor i producent muzyczny. Absolwent Państwowej Szkoły Muzycznej w Olsztynie oraz Politechniki Białostockiej. Z wykształcenia inżynier budowy dróg, ulic, mostów i lotnisk. Jest jednym z czołowych polskich gitarzystów grających na gitarze elektrycznej.
W trakcie swojej kariery zawodowej występował na największych scenach Polski, między innymi na Przystanku Woodstock (2004), w Operze Leśnej w Sopocie, a także na Festiwalu Piosenki w Opolu (2004).
Jest twarzą kanadyjskiej marki producenta gitar Godin.

## Kariera zawodowa

### Początki kariery
Jaworski zadebiutował z białostockim zespołem Formacja Prorock, w którym pełnił rolę wokalisty. Kapela była laureatem Złotej Dziesiątki na Ogólnopolskim Przeglądzie Piosenki Młodzieżowej we Wrocławiu. Na początku swojej kariery współpracował z grupą Art Rock, zdobywcą pierwszego miejsca na festiwalu w Jarocinie. Jaworski był członkiem blues-rockowej formacji Red Wine, z którą zagrał na wszystkich najważniejszych festiwalach bluesowych w Polsce.
Przez lata był także gitarzystą w grupie Babsztyl, która zagrała ponad 1200 koncertów w Polsce, Szwecji, Niemczech i w Rosji.

### Zespół Harlem
Krzysztof Jaworski jest współzałożycielem blues-rockowego zespołu Harlem. Zespół współtworzył od początku jego istnienia, razem z wokalistą Ryszardem Wolbachem, perkusistą Jarosławem Zdankiewiczem oraz basistą Wiesławem Sałatą. Z Harlemem nagrał w sumie pięć płyt: Lustra (1995), Bezsenne noce (1998), Amulet (2000), Ten Harlem (2004), Niebo nade mną (2007) oraz Przebudzenie (2013).

### Yeednoo
W 2006 razem z grupą Yeednoo wydał album pt. „Yeednoo”. Był to projekt muzyczny współtworzony przez Pawła Kozłowskiego, Piotra Remiszewskiego, Marka Kisielińskiego, Wojtka Pilichowskiego i Bartka Papierza. Wokalistą we wszystkich utworach był dziennikarz i redaktor naczelny Telewizji Polsat, Bogusław Chrabota. W jednym z utworów gościnnie wystąpił Jacek Dewódzki.

### Kariera solowa
Krzysztof Jaworski nagrał jedną gitarową płytę solową, zatytułowaną „Mucha” (1996).

### Współpraca z innymi muzykami
W trakcie swojej kariery Jaworski występował na scenach całej Polski, grając z przedstawicielami wielu gatunków muzycznych, w różnych konfiguracjach osobowych. Grał między innymi z: Tadeuszem Nalepą, zespołem Dżem, Braćmi, Kasą chorych, J.J. Band, Toddem Wolfem (producentem płyt Sheryl Crow), Grażyną Łobaszewską, Arturem Gadowskim (IRA), Michałem Jelonkiem, Małgorzatą Ostrowską, Maciejem Balcarem, Jerzym Styczyńskim, Piotrem Cugowskim, Krzysztofem Cugowskim, Edytą Geppert, rodziną Trebunie-Tutki, Leszkiem Cichońskim, a także Deanem Bowmanem. Z zespołem Harlem wystąpił na jednej scenie z artystami o międzynarodowej sławie, między innymi z Deep Purple, Smokie i Porcupine Tree.

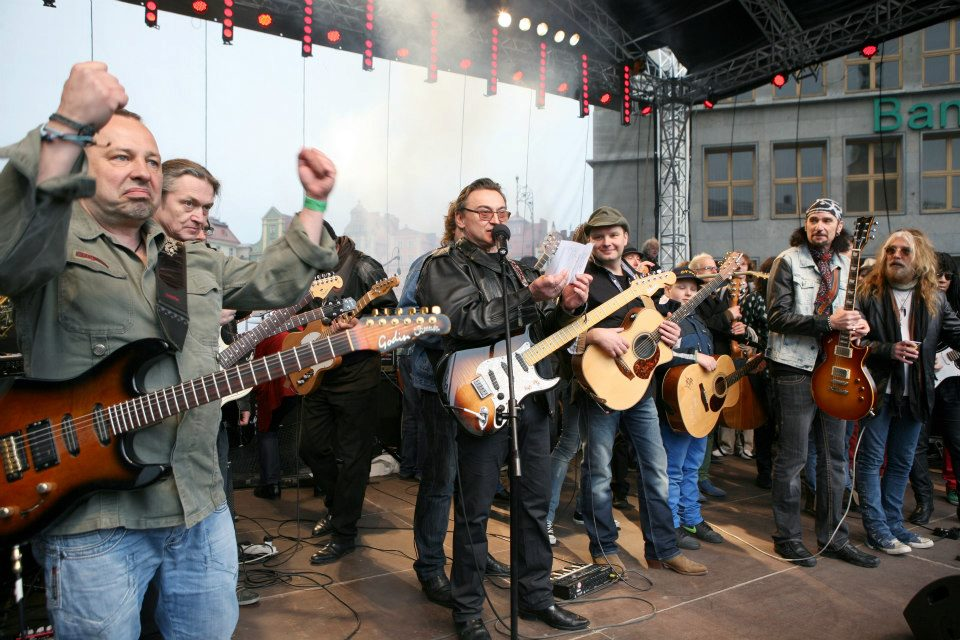
Krzysztof Jaworski na scenie Thanks Jimi Festival – Bicie Gitarowego Rekordu Świata

Poza współpracą z zespołem Harlem, Jaworski brał również czynny udział w wielu przedsięwzięciach kulturalnych i społecznych realizowanych na zlecenie organizacji pozarządowych, fundacji i instytucji państwowych i samorządowych.
Jest autorem tekstu i muzyki do utworu pt. „Podziel się”, promującego wspólną akcję Fundacji Polsat i Danone. W projekcie uczestniczyło wielu polskich artystów, między innymi: Kora Jackowska (Kora), Monika Kuszyńska (Varius Manx), Maciej Balcar (Dżem), Piotr Cugowski (Bracia), Ryszard Wolbach (Harlem) i Krzysztof Kiliański.

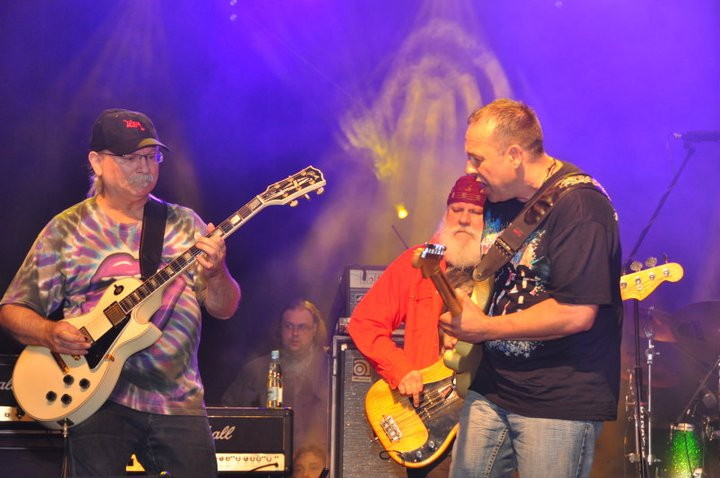
Krzysztof Jaworski i zespół Dżem

Jaworski był jedną z osób odpowiedzialnych za promocję regionu Mazur w plebiscycie Fundacji New7Wonders. W 2011 roku skomponował na rzecz akcji „Mazury cud natury” utwór pt. „Mazurski cud”. W nagraniach, oprócz członków zespołu Harlem, wzięli udział m.in.: Janusz Panasewicz (Lady Pank), Krzysztof Daukszewicz, Ryszard Rynkowski, Wojtek „Łozo” Łozowski (Afromental), Norbert „Norbi” Dudziuk, Piotr „Peter” Wiwczarek (Vader) oraz Paweł „Drak” Grzegorczyk (Hunter).
Skomponował również muzykę do polskiej edycji europejskiej kampanii Senior Games. Utwór pt. „Ogień”, z gościnnym udziałem Grzegorza Markowskiego (Perfect), został przetłumaczony na język angielski i zaprezentowany w Parlamencie Europejskim.
Z okazji 30. rocznicy powstania NZS Solidarność, Krzysztof Jaworski skomponował utwór pt. „Obudź się kraju mój”, w którym Mietek Szcześniak wraz z chórem wykonali interpretację słów Leszka Aleksandra Moczulskiego.
W latach 2013 i 2014 Jaworski brał udział w biciu Gitarowego Rekordu Guinnessa we Wrocławiu podczas Thanks Jimi Festiwal występując na scenie z czołówką polskich gitarzystów.
W roku 2015, z okazji dziesiątej rocznicy śmierci i setnej rocznicy urodzin księdza i poety Jana Twardowskiego, Krzysztof Jaworski wraz z Bogusławem Chrabotą zainicjowali rockowo-rapowy projekt muzyczny, w którym udział wzięli Marek Piekarczyk, Kuba Sienkiewicz, Adam Nowak oraz raper Grubson. Na płycie znaleźć mają się piosenki będące interpretacją poezji księdza.

### Jako autor muzyki filmowej i telewizyjnej

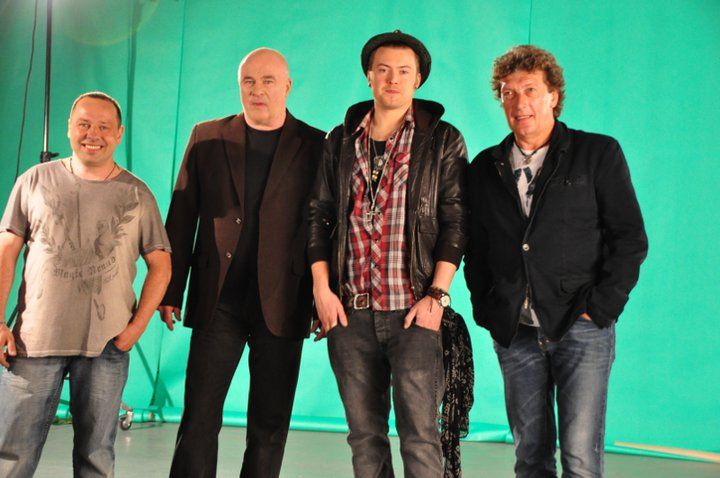
Krzysztof Jaworski, Ryszard Rynkowski, Wojciech Łozowski i Janusz Panasewicz – Projekt Mazury Cud Natury

Jaworski od wielu lat współpracuje z największymi stacjami telewizjami w Polsce. Jest autorem muzyki ilustracyjnej, a także tekstów i melodii do licznych produkcji filmowych i telewizyjnych. Napisał tekst do serialu Adam i Ewa (utwór pt. „Orfeusz” zaśpiewany przez Waldemara Goszcza). Jest autorem muzyki do filmu Rozmowy Nocą. Wraz z Piotrem Mikołajczakiem skomponował oprawę muzyczną programu Zwyczajni niezwyczajni prowadzonego przez Piotra Bałtroczyka i emitowanego przez kanał TVP1 w latach 90.
Muzycznie współpracował z wieloma aktorami telewizyjnymi i teatralnymi, między innymi z Kingą Preis, Olgą Bołądź, Anną Dereszowską, Danutą Stenką i Arturem Żmijewskim.
Jaworski prowadził także ogólnopolskie warsztaty dla młodych wykonawców piosenki poetyckiej pod auspicjami Ministerstwa Kultury i Sztuki. Był kierownikiem artystycznym ogólnopolskiego festiwalu „Śpiewajmy poezję” w Olsztynie, a także jurorem i selekcjonerem programu TVP2 Śpiewaj i walcz oraz jurorem wielu innych przeglądów muzycznych.
Jaworski jako ghostwriter pisał również piosenki dla laureatów Drogi do Gwiazd.

## Dyskografia
| Albumy solowe \| 1997 \| Mucha - Data: 1997 - Wydawca: Eurocom Music[7] \| – \| \| „–” pozycja nie była notowana. \| \| \| |                                             |                   |
| Rok | Tytuł                                       | Pozycja na liście |
| Rok | Tytuł                                       | POL               |
| 1997 | Mucha - Data: 1997 - Wydawca: Eurocom Music | –                 |
| „–” pozycja nie była notowana.                                                                                             |                                             |                   |

## Nagrody i wyróżnienia

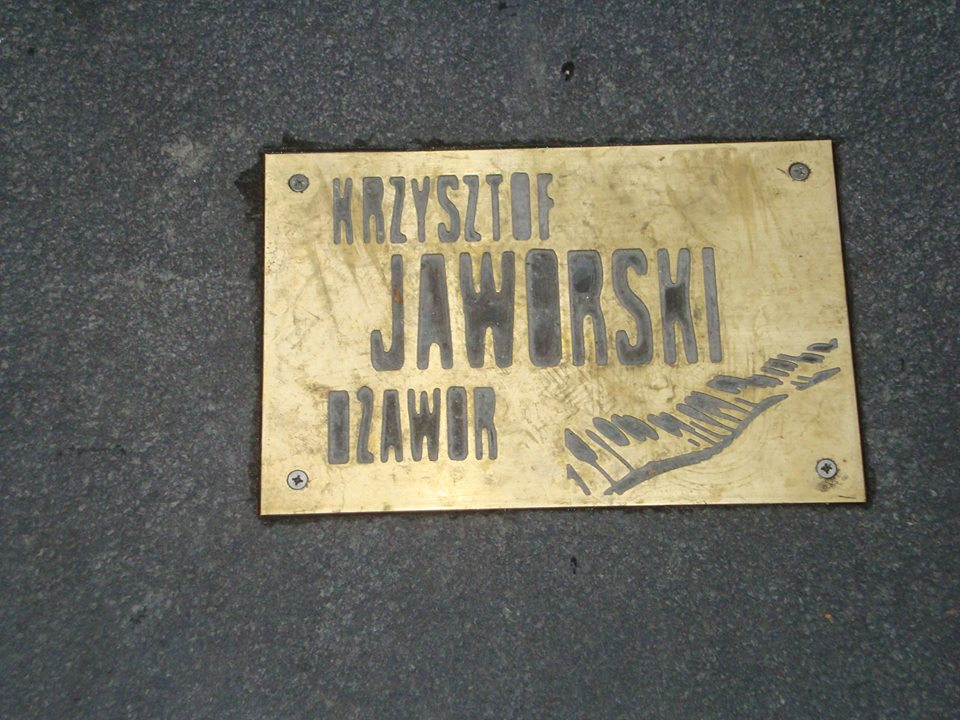
Tablica Krzysztofa Jaworskiego w białostockiej Alei Bluesa

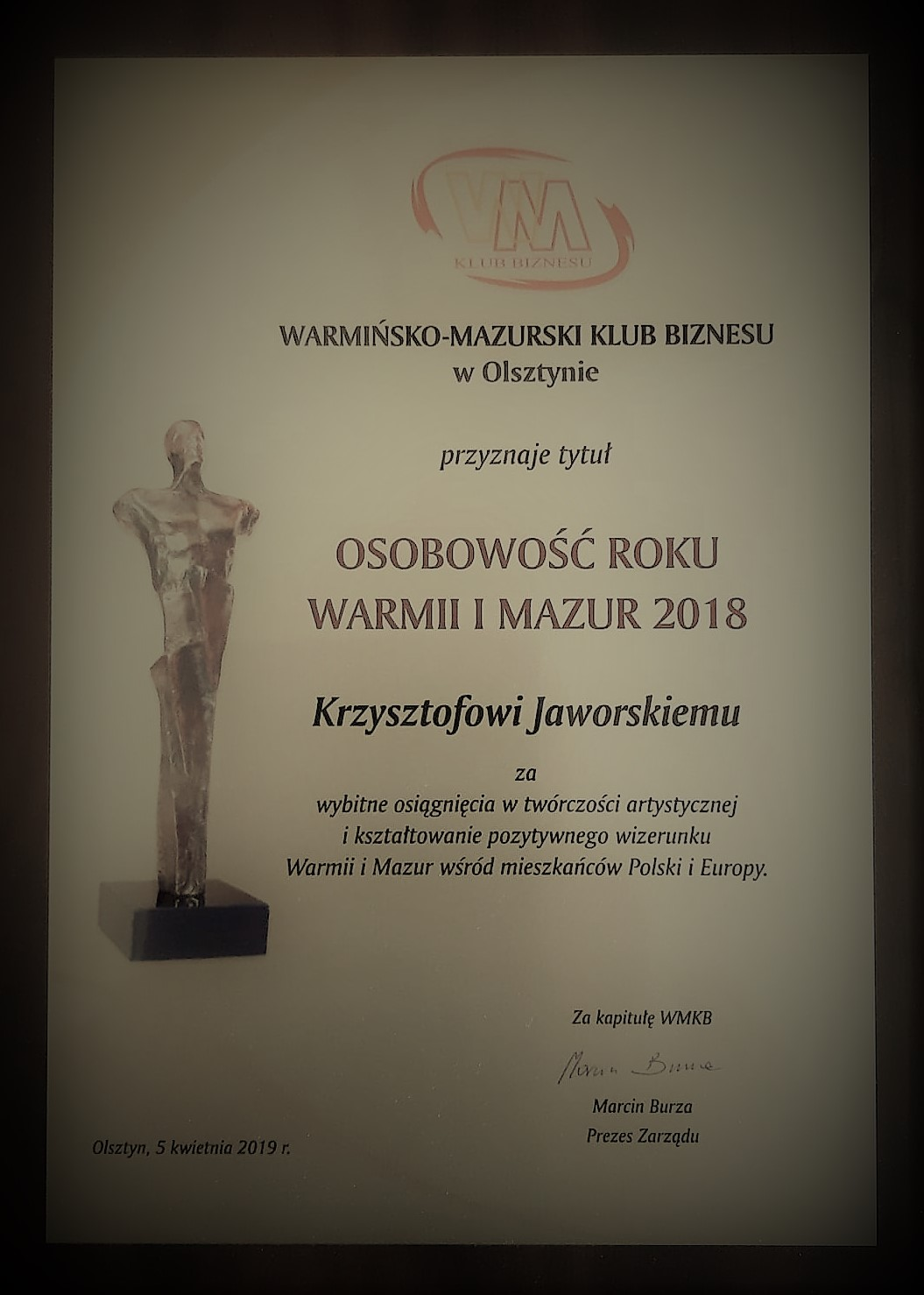
Wyróżnienie „Osobowość Roku 2019” w kategorii „Kultura”

- W latach 90. Jego płyta Lustra nagrana wraz z zespołem Harlem wyróżniona została przez pismo Billboard[22].
- W 2005 roku został wybrany przez magazyn muzyczny Gitara i Bas trzecim gitarzystą w Polsce[19].
- W grudniu 2012 trafił na okładkę branżowego pisma Top Guitar[23].
- W roku 2014 był nominowany przez pismo Top Guitar w kategorii najlepszy gitarzysta rockowy roku.
- W roku 2014 zajął drugie miejsce w kategorii najlepszy gitarzysta rock Guitar Awards[24].
- W roku 2019 został wybrany przez Warmińsko-Mazurski Klub Biznesu Osobowością Roku w kategorii „Kultura”[25].
- Tablica z jego imieniem i nazwiskiem wmurowana została w białostockiej Alei Bluesa[26].
- Wielokrotnie odznaczany medalami, między innymi Odznaką „Zasłużony dla Warmii i Mazur” za krzewienie kultury oraz Medalem Zasługi dla Miasta Olsztyna.
- W środowisku uznawany jest za jednego z najwybitniejszych polskich gitarzystów w historii.

## Instrumenty
Na koncertach Krzysztof Jaworski używa zawsze sześciu gitar, grając na nich w systemie rotacyjnym. Zazwyczaj jest to kombinacja sześciu z następujących instrumentów: Fender Stratocaster, Fender Telecaster, G&L Telecaster, Gibson Les Paul Custom, Musicman Axis, Peavey Wolfgang, Blade lub Gibson Gold Top Classic.

## Życie prywatne
Krzysztof Jaworski ma dwie córki. Prywatnie jest kolekcjonerem gitar.